# Ерік Санчес
Ерік Санчес (ісп. Erick Sánchez, нар. 27 вересня 1999, Мехіко) — мексиканський футболіст, нападник клубу «Америка» та національної збірної Мексики. Виступав також за клуб «Пачука». Чемпіон Мексики. Переможець Ліги чемпіонів КОНКАКАФ. У складі збірної — володар Золотого кубка КОНКАКАФ.

## Клубна кар'єра
Ерік Санчес народився 1999 року в місті Мехіко, та є вихованцем футбольної школи клубу «Пачука». Професійну футбольну кар'єру розпочав 2018 року в основній команді того ж клубу, в якій грав до 2019 року, після чого футболіста відправили в оренду до клубу «Мінерос де Сакатекас». Після повернення з оренди в 2020 році до "Пачуки Санчес став гравцем основного складу команди. У складі «Пачуки» футболіст став чемпіоном Мексики та переможцем Ліги чемпіонів КОНКАКАФ.
З середини 2024 року Ерік Санчес грає у складі клубу «Америка». Станом на 19 листопада 2024 року відіграв за команду 14 матчів в національному чемпіонаті.

## Виступи за збірну
У 2021 році Ерік Санчес дебютував у складі національної збірної Мексики. У складі збірної був учасником розіграшу Золотого кубка КОНКАКАФ 2021 року у США, де разом з командою здобув «срібло», розіграшу Золотого кубка КОНКАКАФ 2023 року у США і Канаді, здобувши того року титул континентального чемпіона, розіграшу Кубка Америки 2024 року у США. Станом на листопад 2024 року зіграв у складі збірної 29 матчів, у яких відзначився 3 забитими м'ячами.

## Титули і досягнення
- Чемпіон Мексики (1):

«Пачука»: Апертура 2022
- Переможець Ліги чемпіонів КОНКАКАФ (1):

«Пачука»: 2024
- Володар Золотого кубка КОНКАКАФ (1): 2023